# Pedro Costa Musté
Pedro Costa Musté (Barcelona, 19 de agosto de 1941-Torrelodones, Madrid, 8 de junio de 2016) fue un guionista, director de cine y televisión y productor español especializado en crónica de sucesos.

## Biografía

### Inicios
En 1958, inició la carrera de Económicas y dirigió el TEU (Teatro Español Universitario) de la Facultad de Económicas. En 1962, se matriculó en Dirección en la Escuela Oficial de Cinematografía (EOC) finalizando la diplomatura en 1968. 
El otoño de 1967, lanza un Manifiesto en que propone "la creación de un cine libre e independiente de cualquier grupo político o burocrático" en una Jornadas en Sitges impulsadas por él mismo.
Ante la dificultad de debutar en el cine, fundamentalmente a causa de los problemas de censura, opta por dedicarse al periodismo.

### Etapa como periodista
Sus primeros pasos en el periodismo son como cronista de sucesos en el semanario El Caso. En diciembre de 1970, escribe una crónica sobre el Proceso de Burgos que cuenta con gran repercusión y le proporciona un trabajo como periodista de investigación para la revista Cambio16.
En 1974, deja su puesto en Cambio16 se decide a lanzar Posible, una revista de información política. Lo acompañan en el proyecto Cuco Cerecedo, Miguel Ángel Aguilar y Alfonso Palomares. Combina este trabajo con la creación de API, un boletín clandestino independiente. 
En 1977, Antonio Asensio Pizarro lo contrata para lanzar Interviú y unos años más tarde, en 1980, se traslada a Estados Unidos como corresponsal del Grupo Zeta. Regresa a España en 1982 y con el cambio de gobierno, decide dedicarse nuevamente al cine.
Falleció tras una larga enfermedad a los 74 años en su domicilio de la localidad madrileña de Torrelodones.
Padre del director de efectos especiales Pau Costa.

## Cine

### Director
- El caso Almería (1983), premio a la mejor ópera prima en el Festival de Taormina (Italia)
- Redondela (1986; sobre el caso Reace)
- ¡Que vienen los Beatles! (España 1965) (1994) codirigida con José Ramón da Cruz
- Una casa en las afueras (1995)
- El crimen del cine Oriente (1996)
- Los que quisieron matar a Franco (documental) (2006)
- Historia de una foto (documental) (2009)

### Guionista
Además de escribir los guiones de sus películas, también ha colaborado en los guiones de las siguientes películas que, igualmente, ha producido: 
- Amantes (1991) de Vicente Aranda
- La buena estrella (1997) de Ricardo Franco
- Intruso (1993) de Vicente Aranda
- Pídele cuentas al Rey (1999) de José Antonio Quirós
- La vida de nadie (2002) de Eduard Cortés
- Las 13 rosas (2007) de Emilio Martínez Lázaro
- ¡Atraco! (2012) de Eduard Cortés

### Productor
En 1983, crea Pedro Costa Producciones Cinematográficas. Estos son los largometrajes que produjo:
- Redondela (1986) de Pedro Costa
- Amantes (1991) de Vicente Aranda
- Intruso (1993) de Vicente Aranda
- Una casa en las afueras (1995) de Pedro Costa
- El crimen del cine Oriente (1996) de Pedro Costa
- La buena estrella (1997) de Ricardo Franco
- Pídele cuentas al Rey (1999) de José Antonio Quirós
- Juana la Loca (2000) de Vicente Aranda
- El vientre de Juliette (2001) de Martin Provost
- La vida de nadie (2002) de Eduard Cortés
- Platillos volantes (2003) de Óscar Aibar
- Otros días vendrán (2004) de Eduard Cortés
- Pasos (2005) de Federico Luppi
- Los que quisieron matar a Franco (2006) de Pedro Costa
- Can Tunis (2006) de José González Morandi y Paco Toledo
- Las 13 rosas (2007) de Emilio Martínez Lázaro
- Historia de una foto (2009) de Pedro Costa
- ¡Atraco! (2012) de Eduard Cortés

## Televisión
Su labor en la televisión ha sido reconocida con varios premios. Ha escrito, producido y dirigido series de televisión, telemovies y documentales entre otros.

### La huella del crimen
Serie rodada en varias etapas con un total de 15 capítulos hasta la fecha,
1985, 6 capítulos
- El crimen de la calle Fuencarral de Angelino Fons
- El caso de las envenenadas de Valencia de Pedro Olea
- Jarabo de Juan Antonio Bardem
- El crimen del capitán Sánchez de Vicente Aranda
- El caso del cadáver descuartizado de Ricardo Franco
- El caso del Procurador enamorado de Pedro Costa

1991, 5 capítulos
- El crimen de don Benito de Antonio Drove
- El crimen del Expreso de Andalucía de Imanol Uribe
- El crimen de las estanqueras de Sevilla de Ricardo Franco
- El crimen de Perpignan de Rafael Moleón
- El crimen de Carmen Broto de Pedro Costa

Otros capítulos, 2008-2010
- El caso Wanninkhof (2008) de Fernando Cámara y Pedro Costa
- El crimen de los marqueses de Urquijo (2009) de F. Cámara y P. Costa
- El asesino dentro del círculo (2010) de F. Cámara y P. Costa
- El secuestro de Anabel (2010) de Luis Oliveros y Pedro Costa

### Otras series
- Robles, investigador (2000)
- Plutón BRBNERO (2008) de Álex de la Iglesia

### Telefilmes
- Mi hijo Arturo (2001) de Pedro Costa
- Lazos de sangre (2001) de Pedro Costa
- Acosada (2002) de Pedro Costa
- La noche del escorpión (2002) de Eva Lesmes
- Mis estimadas víctimas (2004) de Pedro Costa

## Premios
- Mejor Opera Prima en Festival de Taormina por El caso Almería (1983)
- Mejor Serie del Año por La huella del crimen (1985)
- Goya a la Mejor Película por Amantes (1992)
- Goya a la Mejor Película por La buena estrella (1997)
- Mejor Productor del Cine Español concedido por EGEDA (1998)
- Mejor Tvmovie del año concedido por la Academia de Televisión por Lazos de sangre (2003)